# Эльяшев, Николай Исидорович
Николай Исидорович (Соломон Николай ) Эльяшев (1907, Берлин — 1941, Вильнюс или Каунас) — русский поэт, переводчик, режиссёр, актёр.

## Биография
Сын врача и еврейского литературного критика, врача Исидора Захаровича Эльяшева (1871—1924), основоположника литературной критики на идише, писавшего под псевдонимом Бал-Махшовес и Перлы Абрам-Ицековны (Полины Абрамовны) Бархан (1884, Варшава — ?). Племянник Эсфири Эльяшевой-Гурлянд, ректора еврейского университета в Ковно, и писателя Павла Абрамовича Бархана, двоюродный брат философа А. З. Штейнберга и первого наркома юстиции РСФСР левого эсера И. З. Штейнберга. Жил в Петрограде, потом выехал с семьёй в Берлин. Был членом Берлинского кружка поэтов (1928—1933). Один раз его строка вызвала насмешку Набокова. Участник всех трёх коллективных сборников берлинских поэтов: «Новоселье» (1931), «Роща» (1932) и «Невод» (1933).
Эльяшев с детства увлекался театром, о чём оставил воспоминания друживший с его отцом Марк Шагал: «Отец спрашивал сына: „Ты приготовил уроки?“, а потом обращался ко мне: „Вы только посмотрите на него, весь день играет в театр. Хочет быть театральным режиссёром. Кто знает?..“».
Как установил А. Долинин, Эльяшев переводил на немецкий язык русские пьесы, работал помощником режиссёра. После прихода к власти нацистов участвовал в официально разрешенном «еврейском Культурбунде», писал программы для еврейских кабаре, выступал в них как режиссёр и актёр. В 1938 г. Эльяшев, как гражданин Литвы, был депортирован из Германии в Литву. Погиб в гетто в 1941 г.

## Публикации
Печатался в берлинских эмигрантских изданиях 1920-х гг. Стихи Эльяшова включались в антологию «Петербург в поэзии русской эмиграции (первая и вторая волна)».